# 34497 Fionnferreira
34497 Fionnferreira è un asteroide della fascia principale. Scoperto nel 2000, presenta un'orbita caratterizzata da un semiasse maggiore pari a 2,7104700 au e da un'eccentricità di 0,1030549, inclinata di 0,32675° rispetto all'eclittica.